# 테미스 위성
테미스 위성은 미 항공우주국에서 2007년 2월 발사한 지구 자기장과 오로라 관측을 하는 인공위성군이다. 5개의 위성으로 구성되어 있으며, 델타 II로켓에 의해 한꺼번에 발사되었다.
테미스란 이름은 "Time History of Events and Macroscale Interactions during Substorms"(THEMIS)의 약자로서, 테미스 프로젝트는 캘리포니아 대학 버클리 분교에서 담당한다.

## 발사

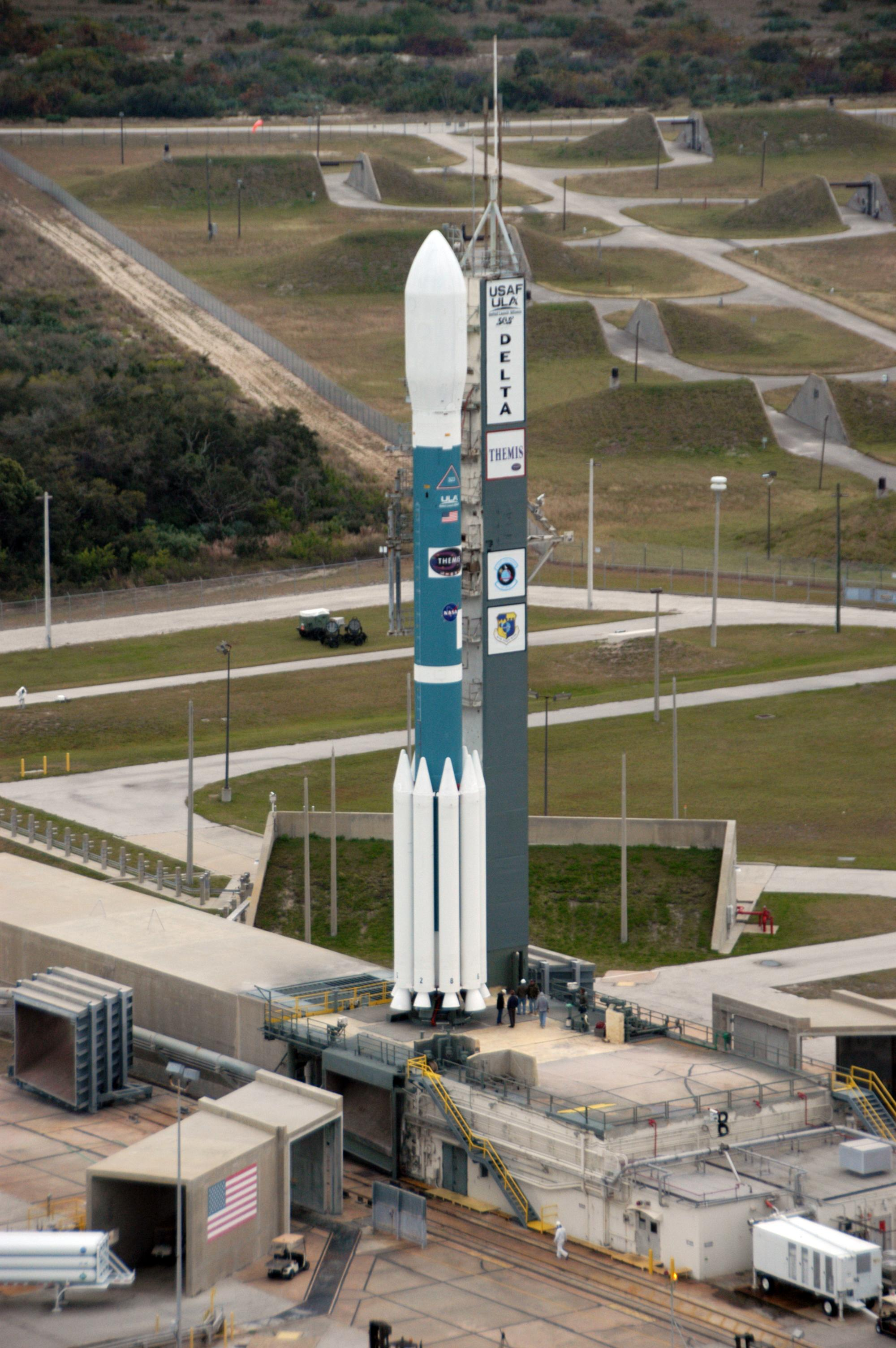
케이프커내버럴 공군 기지 발사대의 델타 II 7925 로켓에 실린 테미스 위성

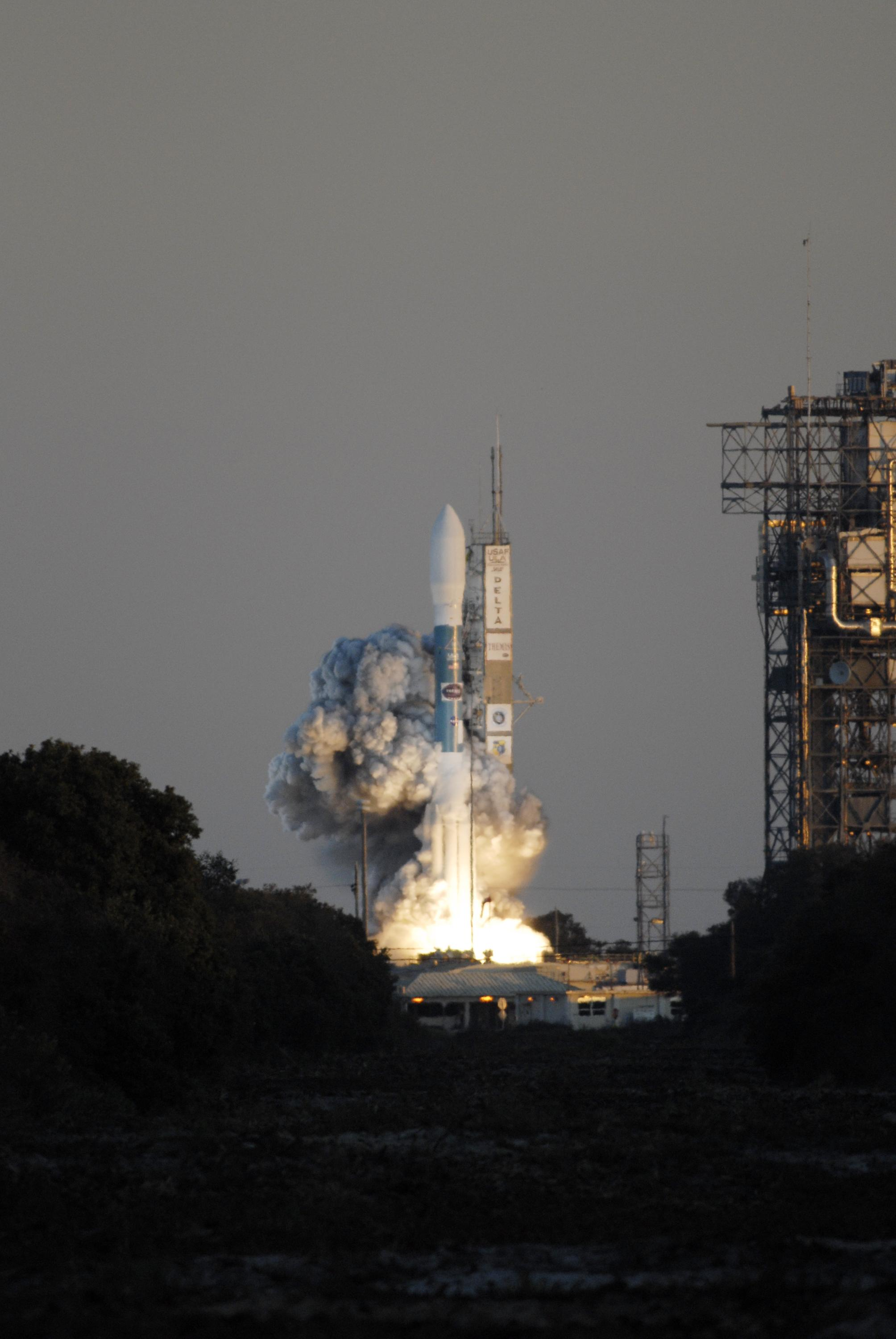
테미스 위성의 발사 장면

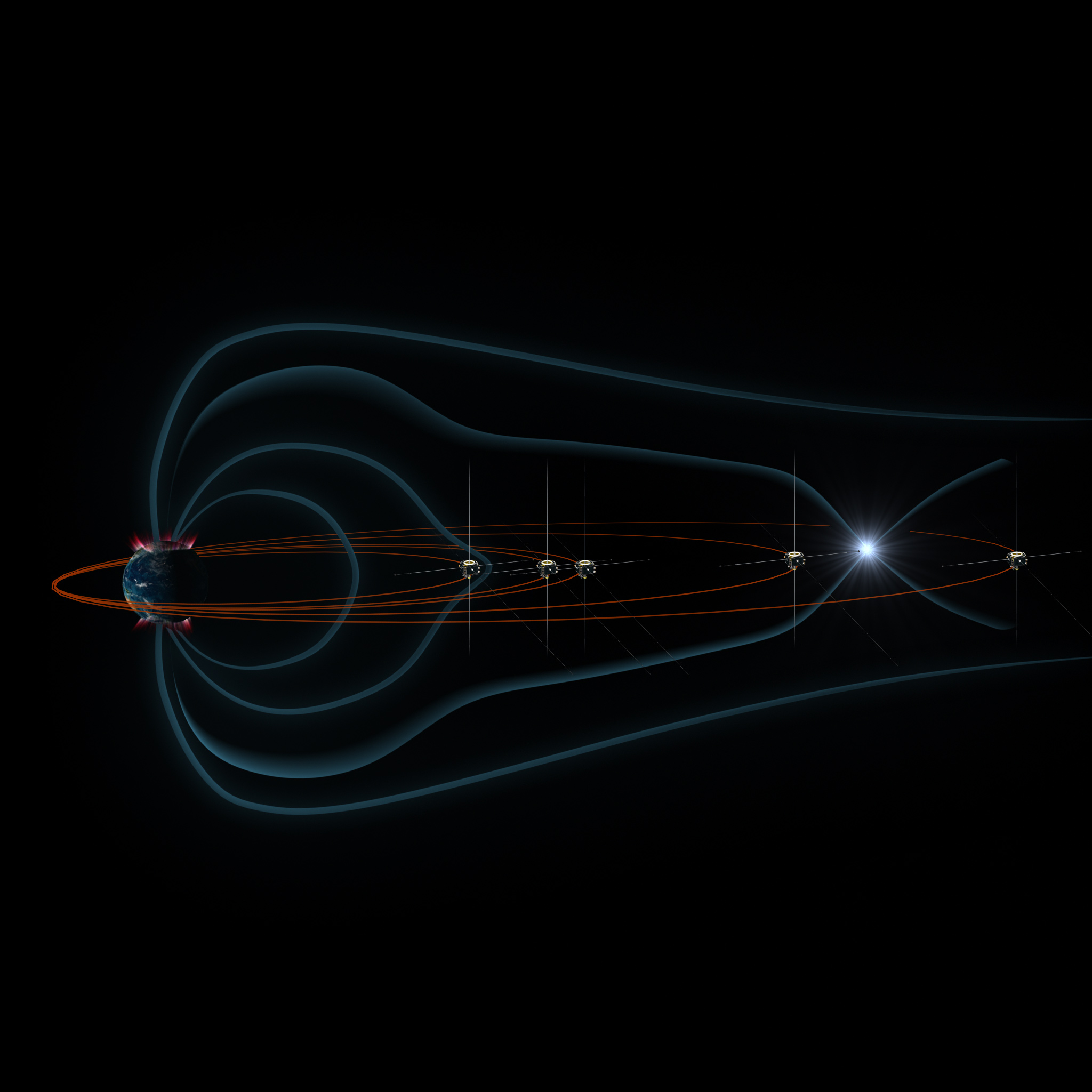
테미스 위성의 각 궤도

## 미디어
- 테미스 위성 발사과정 그래픽 동영상

## 같이 보기
- 테미스 그리스의 여신. 정의의 여신.